# Kanton Royan-Ouest
Kanton Royan-Ouest je francouzský kanton v departementu Charente-Maritime v regionu Poitou-Charentes. Jeho střediskem je město Royan. Dělí se na 7 obcí.

## Obce
- Breuillet
- L'Éguille
- Mornac-sur-Seudre
- Royan (část)
- Saint-Palais-sur-Mer
- Saint-Sulpice-de-Royan
- Vaux-sur-Mer